# Lijst van afleveringen van Klaas kan alles (seizoen 1)
Dit is een lijst van afleveringen van Klaas kan alles van seizoen 1. In de schema's staan de opdrachten weergegeven, het resultaat en notities.

## Afleveringen

### Aflevering 1
Uitzenddatum: 17 oktober 2015
| Item                                                                       | Geslaagd? | Notities |
| -------------------------------------------------------------------------- | --------- | --- |
| Bijna onmogelijke missie: per fiets een auto bijhouden die 100 km/h rijdt. | Nee       | Om deze opdracht uit te voeren, maakte Klaas gebruik van drie verschillende soorten fietsen. Als eerste maakte hij gebruik van een ligfiets, maar hij gaat niet sneller dan 40 km/h te gaan. De tweede fiets was een zogeheten eRockit, een snel soort elektrische fiets. Hiermee kwam hij tot 85 km/h, wat nog steeds 15 km/h te kort was om de opdracht te volbrengen. De laatste fiets was een speciaal soort ligfiets met een groot voorwiel, vervaardigd door het Human Power Team. Hoewel het veelbelovend oogde, ging Klaas reeds met zo'n 35 km/h finaal onderuit. Met dit pijnlijke fiasco mislukte de opdracht definitief. |
| Duel tegen professional: papieren vliegtuigjes                             | Nee       | Bij dit duel nam Klaas het op tegen John Collins, bekend als The Paper Airplane Guy. In drie rondes moesten ze steeds een papieren vliegtuigje vouwen en die zo goed mogelijk laten vliegen. Klaas maakte hierbij gebruik van een kleine propeller die hij op afstand kon bedienen met zijn tablet. Desondanks kwam John uiteindelijk als winnaar uit de bus. |
| Bijzonder beroep: goudzoeker                                               | Ja        | Bij deze opdracht ging Klaas mee met goudzoeker Esther van Diggelen om goud te zoeken in de Rijn. Na enig zoeken vond Klaas daadwerkelijk een minuscuul stukje goud. |

### Aflevering 2
Uitzenddatum: 24 oktober 2015
| Item                                                            | Geslaagd? | Notities |
| --------------------------------------------------------------- | --------- | --- |
| Bijna onmogelijke missie: met een rolstoel door het bos rijden. | Ja        | Met een normale rolstoel slaagde Klaas er niet in om door het bos te rijden. Hij zette er vervolgens een handbike voor om samen met paralympisch handbiker Laura de Vaan door het bos te gaan rijden. Dit ging aanvankelijk wel goed, maar hij kon er niet mee door het zand heen. Toen hij uiteindelijk in Engeland een Hexhog van de Welshe uitvinder Sion Pierce probeerde, kwam hij met gemak door een bos heen. |
| Duel tegen professional: vrijetrappenspecialist                 | Nee       | Bij dit duel nam Klaas het op tegen vrijetrappenspecialist Bas van Velzen. Bij een reeks strafschoppen die ze namen, had Klaas een Smart Ball tot zijn beschikking, waarmee Klaas een indicatie kreeg hoe hij de bal moest trappen om hem in het doel te krijgen. Hij kon Bas er echter niet mee verslaan. |
| Bijzonder beroep: hondenmasseur                                 | Ja        | Bij deze opdracht liep Klaas een dag mee met hondenmasseur Elise Jansen. Hij had duidelijk enorm plezier in het masseren van de honden. |

### Aflevering 3
Uitzenddatum: 31 oktober 2015
| Opdracht                                                          | Geslaagd? | Notities |
| ----------------------------------------------------------------- | --------- | --- |
| Bijna onmogelijke missie: tegen een 50 meter hoge wand op klimmen | Ja        | Klaas probeerde het op drie manieren. Allereerst probeerde hij tegen een muur op te klimmen met freerunning. Het bleek niet haalbaar om 50 meter te klimmen. Vervolgens trachtte hij een acht meter hoge schuine wand te beklimmen met behulp van magneten. Hoewel hem dit wel lukte, kostte het hem ontzettend veel moeite, bovendien zou de voor deze missie te klimmen muur niet minder dan 50 meter hoog zijn en ook niet schuin lopen. De oplossing lag uiteindelijk wel in magneten. Met behulp van een paar sterke exemplaren plus bijbehorende platforms kon Klaas de 50 meter hoge boeg van het schip de SS Rotterdam trotseren. |
| Duel tegen professional: portrettekenaar                          | Nee       | Bij deze opdracht was het de bedoeling dat Klaas en een portrettekenaar (Louise Bramer) een portret zouden tekenen van een model (Hanneke Groenteman). Klaas maakte hierbij gebruik van een speciale app, waarmee hij eerst een foto maakte van het model, waarna hij haar zou natekenen. Na 20 minuten tekenen zou het model besluiten welk portret het beste gelukt was. Ze gaf uiteindelijk toch de voorkeur aan dat van de professionele portrettekenaar. |
| Bijzonder beroep: waterglijbaantester                             | Ja        | Bij deze opdracht liep Klaas mee met een waterglijbaantester om te kijken of hij het zou kunnen doen. In een groot waterglijbaanpark werden voor openingstijd eerst alle glijbanen nagelopen op beschadigingen, vervolgens testten beide heren de glijbanen uit door er vanaf te glijden. |

### Aflevering 4
Uitzenddatum: 7 november 2015
| Item                                         | Geslaagd? | Notities |
| -------------------------------------------- | --------- | --- |
| Bijna onmogelijke missie: drenkeling redden. | Ja        | Eerst kreeg Klaas instructies van hoe op de normale manier een drenkeling te redden. Op korte afstand slaagde hij erin, maar hij realiseerde dat als de afstand naar de drenkeling groter is, dat het dan een probleem zou worden. Om dit toch voor elkaar te krijgen, stuurde hij een zelfopblazende reddingsboei naar een drenkeling met behulp van een drone, om hem vervolgens met een Rescue Tip-Board aan de kant te krijgen. |
| Duel tegen professional: echolocalisatie     | Nee       | Bij dit duel nam Klaas het op tegen een blinde. De bedoeling was dat ze een parcours door Amsterdam zouden lopen naar de Dam. De blinde deed dit op echolocalisatie, Klaas gebruikte speciale zolen in zijn schoenen die hem de weg wezen en een speciale geleidenstok die een piepsignaal gaf bij een obstakel. De blinde haalde reeds na een kwartier de finish, Klaas had drie kwartier nodig.                                   |
| Bijzonder beroep: gelukskoekenbakker         | Ja        | Bij deze opdracht probeerde Klaas gelukskoekjes te bakken. Hij brandde heel vaak zijn vingers, maar het lukte wel. |

### Aflevering 5
Uitzenddatum: 14 november 2015
| Item                                 | Geslaagd? | Notities |
| ------------------------------------ | --------- | --- |
| Bijna onmogelijke missie: zweven.    | Ja        | Om dit voor elkaar te krijgen, stapte Klaas eerst naar illusionist Ramana. Die slaagde hem er met de bekende zweeftruc in om hem los van de grond te krijgen, maar doordat dit niet overal toepasbaar was, besloot Klaas verder te kijken. De tweede poging was met behulp van maglev. In het klein werkte dit, maar Klaas volgens op deze manier laten zweven was te duur. Uiteindelijk slaagde Klaas in zijn missie met behulp van een parapente. |
| Duel tegen professional: sportvisser | Nee       | Bij dit duel nam Klaas het op tegen presentator Marco Kraal van Vis TV. De bedoeling was om zo veel mogelijk vissen te vangen binnen een uur. Marco deed het met een normale vishengel, maar Klaas had een speciale dobber ter beschikking die was voorzien van echolocatie, waardoor hij kon zien waar er vis zat. Hij kon Marco er echter niet mee de baas. Klaas ving slechts twee vissen, waar Marco er vier had.                               |
| Bijzonder beroep: matrassenspringer  | Ja        | Bij deze opdracht liep Klaas in San Francisco mee met een aantal matrassenspringers om te kijken of hij dit zelf zou kunnen. Dit was het geval. |

### Aflevering 6
Uitzenddatum: 28 november 2015
In verband met de live-uitzending van het Junior Eurovisiesongfestival 2015 werd deze aflevering een week later uitgezonden dan gebruikelijk.
| Item                                                           | Geslaagd? | Notities |
| -------------------------------------------------------------- | --------- | --- |
| Bijna onmogelijke missie: telefoon opladen zonder stopcontact. | Ja        | Klaas probeerde drie methoden uit. Bij de eerste methode probeerde Klaas zijn telefoon op te laten met stroom uit sinaasappels. Er zouden echter 2000 sinaasappels nodig zijn om dit voor elkaar te krijgen, dus viel deze methode af. Bij de tweede poging gebruikte Klaas de warmte van een barbecue om de telefoon op te laden. Dit lukte wel, maar duurde lang. Als laatste probeerde Klaas het met een vlieger, die met zijn manoeuvres door de lucht en dankzij een lange stroomkabel waar hij aan vast zat, stroom zou opwekken door windenergie. Daarmee werd de telefoon goed opgeladen. |
| Duel tegen professional: leugendetector                        | Ja        | Bij dit duel nam Klaas het op tegen misdaadjournalist Kees van der Spek. In dit duel werd actrice Marjolein Keuning ondervraagd en de bedoeling was om bij vijf stellingen in te schatten wanneer ze wel of niet de waarheid sprak. Waar Kees het op eigen intuïtie deed, maakte Klaas gebruik van een speciaal leugendetectorpak dat Marjolein aan kreeg. Dit pak kon kenmerken van leugens herkennen. Hiermee slaagde Klaas er daadwerkelijk in om Kees te verslaan. |
| Bijzonder beroep: car sound designer                           | Ja        | Bij deze opdracht probeerde Klaas bij het hoofdkantoor van BMW in München originele elektronische geluiden te maken voor in de auto, onder andere voor een melding als de telefoon gaat en wanneer de gordel niet vast zit. Klaas, die enorm veel plezier had om zijn eigen ingesproken waarschuwingsgeluid van de gordel, slaagde. |

### Aflevering 7
Uitzenddatum: 5 december 2015
| Item                                                    | Geslaagd? | Notities |
| ------------------------------------------------------- | --------- | --- |
| Bijna onmogelijke missie: sneller zwemmen dan een haai. | Ja        | Met de snelst denkbare zwemslag - de borstcrawl - en coaching van Inge Dekker werd de 40 km/h bij lange na niet gehaald en met een speciale vin en coaching van Sven Kuin evenmin. Om toch te slagen voor zijn opdracht, reisde Klaas af naar Amerika om de 40 km/h te proberen te behalen met een Seabreacher. Hiermee weliswaar gemotoriseerd, maar toch zwemmend, slaagde Klaas in zijn opdracht. |
| Duel tegen professional: verhuizer                      | Ja        | Bij dit duel nam Klaas het op tegen een professionele verhuizer. Met behulp van een exoskeleton om zijn rug te steunen moest hij proberen om een serie spullen over een parcours te dragen en weer terug, sneller dan de professional. Met een minimaal verschil finishte Klaas als eerste. |
| Bijzonder beroep: marshaller                            | Ja        | Bij deze opdracht ging Klaas aan de slag als marshaller op Schiphol. Na instructies en een demonstratie van een professionele marshaller kreeg Klaas de opdracht om een passagiersvliegtuig naar zijn standplaats te begeleiden om te parkeren. Ook deze opdracht slaagde. |

### Aflevering 8
Uitzenddatum: 12 december 2015
| Item                                                                       | Geslaagd? | Notities |
| -------------------------------------------------------------------------- | --------- | --- |
| Bijna onmogelijke missie: een auto besturen zonder de handen te gebruiken. | Ja        | Onder begeleiding van een rijinstructeur probeerde Klaas een auto te besturen met zijn knieën. Dit lukte niet al te best. Bij de tweede poging probeerde Klaas het in een aangepaste auto waar een voetstuur was aangebracht. Dit lukte beter, maar er zouden een aantal lessen nodig zijn om het onder de knie te krijgen. De laatste poging was met behulp van een zelfrijdende auto, die volautomatisch anticipeerde op zijn voorganger. Hierdoor hoefde Klaas niet te sturen en zelfs geen gas- en rempedalen in te drukken. |
| Duel tegen professional: schaapherder                                      | Nee       | Bij dit duel nam Klaas het op tegen een schaapherder. De bedoeling was om een kudde van 250 schapen in een bepaald vak te drijven. Hierbij deed de schaapherder het op de traditionele wijze; met een hond. Klaas had een drone ter beschikking waarmee hij zijn taak trachtte te volbrengen. De schaapherder dito hond had 3'02" minuten nodig om alle schapen op de goede plek te drijven. Klaas deed er met zijn drone 11 seconden langer over.                                                                               |
| Bijzonder beroep: foleyartiest                                             | Ja        | In dit item ging Klaas aan de slag als foleyartiest voor een film van SpangaS. Samen met de foleyartiest maakte hij geluiden voor een aantal scènes in de film. Het ging hem goed af en de opdracht slaagde. |

## Statistieken
| Type opdracht            | Aantal geslaagd | Slagingspercentage |
| ------------------------ | --------------- | ------------------ |
| Bijna onmogelijke missie | 7/8             | 87,5%              |
| Duel tegen professional  | 2/8             | 25%                |
| Bijzonder beroep         | 8/8             | 100%               |
| Totaal                   | 17/24           | 70,8%              |